# Géza Szigritz
Géza Szigritz znany także Géza Tarródy (ur. 18 stycznia 1907 w Krivány, zm. 12 grudnia 1949 w Egerze) – węgierski pływak, medalista mistrzostw Europy, uczestnik igrzysk olimpijskich.
Pierwszy medal zdobył na I Mistrzostwach Europy w Budapeszcie w 1926 roku. Został tam wicemistrzem w sztafecie 4 × 200 stylem dowolnym, w której płynął na trzeciej zmianie. Rok później, na Mistrzostwach Europy w Bolonii – brązowym medalistą na tym samym dystansie (płynął jako pierwszy).
Wystartował na igrzyskach olimpijskich tylko raz, podczas IX Letnich Igrzyskach Olimpijskich w Amsterdamie w 1928 roku. Wziął udział w dwóch konkurencjach. Na dystansie 400 metrów stylem dowolnym, płynął w drugim wyścigu eliminacyjnym. Zajął w nim niepremiowane awansem piąte miejsce. Płynął także na trzeciej zmianie męskiej sztafety 4 × 200 m stylem dowolnym. Węgierska drużyna zajęła czwarte miejsce.
Szigritz reprezentował barwy klubu Magyar Véderő Egylet Egri Sportegyesület.